# Annsjön, Östergötland
Annsjön är en sjö i Finspångs kommun och Motala kommun i Östergötland och ingår i Motala ströms huvudavrinningsområde. Sjön har en area på 5,51 kvadratkilometer och ligger 77,3 meter över havet. Sjön avvattnas av vattendraget Skansån. Vid provfiske har en stor mängd fiskarter fångats, bland annat abborre, björkna, braxen och gers.

## Delavrinningsområde
Annsjön ingår i det delavrinningsområde (651812-147743) som SMHI kallar för Utloppet av Annsjön. Medelhöjden är 103 meter över havet och ytan är 28,73 kvadratkilometer. Det finns ett avrinningsområde uppströms, och räknas det in blir den ackumulerade arean 52,24 kvadratkilometer. Skansån som avvattnar avrinningsområdet har biflödesordning 3, vilket innebär att vattnet flödar genom totalt 3 vattendrag innan det når havet efter 78 kilometer. Avrinningsområdet består mestadels av skog (65 procent). Avrinningsområdet har 5,47 kvadratkilometer vattenytor vilket ger det en sjöprocent på 19 procent.

## Fisk
Vid provfiske har följande fisk fångats i sjön:
- Abborre
- Björkna
- Braxen
- Gärs
- Gädda
- Gös
- Lake
- Löja
- Mört
- Nors
- Siklöja